# Stor-Stavträsket
Stor-Stavträsket är en sjö i Norsjö kommun i Västerbotten och ingår i Skellefteälvens huvudavrinningsområde. Sjön har en area på 0,424 kvadratkilometer och ligger 231,2 meter över havet. Sjön avvattnas av vattendraget Jonbäcken.

## Delavrinningsområde
Stor-Stavträsket ingår i det delavrinningsområde (719055-170264) som SMHI kallar för Mynnar i Lill-Stavträsket. Medelhöjden är 251 meter över havet och ytan är 15,84 kvadratkilometer. Det finns inga avrinningsområden uppströms utan avrinningsområdet är högsta punkten. Jonbäcken som avvattnar avrinningsområdet har biflödesordning 3, vilket innebär att vattnet flödar genom totalt 3 vattendrag innan det når havet efter 101 kilometer. Avrinningsområdet består mestadels av skog (59 procent) och sankmarker (31 procent). Avrinningsområdet har 0,87 kvadratkilometer vattenytor vilket ger det en sjöprocent på 5,5 procent. Bebyggelsen i området täcker en yta av 0,1 kvadratkilometer eller 1 procent av avrinningsområdet.